# Wilsberg: Tod im Supermarkt
Tod im Supermarkt ist die 50. Folge der Fernsehfilmreihe Wilsberg. Der Film basiert auf der Wilsberg-Figur von Jürgen Kehrer. Die Erstausstrahlung erfolgte am 2. Januar 2016 im ZDF. Die Vorpremiere in Münster erfolgte am 15. Dezember 2015. Regie führte Martin Enlen, das Drehbuch schrieb Eckehard Ziedrich.

## Handlung
Ekki hat einen Supermarkt, in dem er ausgerutscht ist, auf Schmerzensgeld verklagt. Doch die Gegenseite beweist anhand seiner Rabattkarte einen übermäßigen Kauf von Alkoholika. Er sei alkoholisiert gewesen, der Unfall damit selbstverschuldet. Am Abend nach dem Prozess sucht Ekki, jetzt wirklich etwas angetrunken, das Gespräch mit Marktleiter Ridderbusch, findet ihn aber erschlagen in einem Müllcontainer vor. Der hinzukommende Wachmann alarmiert die Polizei, und der impulsive Ekki gerät so unter dringenden Tatverdacht.
Währenddessen gelingt es Overbeck, der gerade einen dreiwöchigen Profiler-Kurs absolviert hat, bei seinem Vorgesetzten mit auswendig gelernten Texten solchen Eindruck zu hinterlassen, dass der ihn als Nachfolger von Anna Springer einsetzt. Die empörte Anna nimmt ihren Resturlaub, und nun ermittelt Overbeck gegen Ekki, der sich einer Festnahme entzieht und damit als flüchtiger Verdächtiger verfolgt wird.
Wilsberg ermittelt verdeckt als Warenauffüller im Supermarkt. Dort lernt er den Autisten Dede kennen, den Sohn des ehemaligen Besitzers des Supermarktes. Beim Verkauf des Marktes an die Supermarktkette wurde auch vereinbart, dass Dede weiter beschäftigt wird. Wilsberg bemerkt das Potential des Mannes, der nicht nur alle Ein- und Verkaufspreise, Verkaufszahlen und Warenbestände im Kopf hat, sondern auch mit seinem Handy alles und jeden filmt („Dede hat Jutta Weinhold nicht gefilmt!“). Er kann Wilsberg sogar die Safekombination verraten. Im Safe findet sich unter anderem eine zweite Rabattkarte auf Ekkis Namen, was die extremen Einkäufe erklärt. Marktleiter Ridderbusch war versessen darauf, in die Kölner Zentrale aufzusteigen. Ein verlorener Prozess gegen Ekki hätte seine Karriereabsichten behindert. Deshalb unternahm er alles, um den Kunden unglaubwürdig zu machen. Außerdem hatte er mit etlichen seiner weiblichen Angestellten gemeinsame Urlaube verbracht.
Mordmotive gäbe es also genügend. Wilsberg vermutet erst die Vertuschung einer Vernichtung kranker Hähnchen vom Biohof von Ridderbuschs Schwester als Mordmotiv. Dann liefert eine von Dedes Filmaufnahmen die Lösung: Dede war Zeuge einer handgreiflichen Auseinandersetzung zwischen Ridderbusch und seiner Angestellten Jutta Weinhold, die sich weigerte, weiter für Ridderbusch zu lügen. Da Dede ein ausgeprägtes Gerechtigkeitsempfinden besitzt und überdies schwer in Jutta Weinhold verliebt ist, stellte er Ridderbusch gleich darauf zur Rede, was zu einem Handgemenge eskalierte, in dessen Verlauf Ridderbusch mit dem Kopf so fest aufschlug, dass er daran starb.
Dedes Gedächtnis kennt außerdem die Buchpassage über Profiling, mit der Overbeck immer wieder Eindruck macht. Schon bald ist Anna wieder im Dienst und die normalen Verhältnisse sind wieder hergestellt.

## Hintergrund
Tod im Supermarkt thematisiert den Umgang mit Daten und deren Manipulierbarkeit, die das Konsumverhalten des Kunden betreffen.
Bei dem Song am Ende der Episode handelt es sich um Should I Stay Or Should I Go von Jools Holland (Piano) und Kylie Minogue (Gesang).
Tod im Supermarkt erschien zusammen mit der Folge Bittere Pillen von Polarfilm auf DVD.
Der Running Gag „Bielefeld“ taucht in dieser Folge in Minute 52 auf, wo Talkötter und Wilsberg durch die Unterlagen von Filialleiter Ridderbusch schmökern, der oft in Bielefeld-Sennestadt tankt, so dass Wilsberg konstatiert: „Eigentlich tankt der nur da!“

## Rezeption

### Einschaltquote
Bei der Erstausstrahlung von Tod im Supermarkt am 2. Januar 2016 im ZDF wurde der Film in Deutschland von insgesamt 7,58 Millionen Zuschauern gesehen und erreichte einen Marktanteil von 21,9 Prozent.

### Kritik
Tilmann P. Gangloff meint bei tittelbach.tv anerkennend: „‚Tod im Supermarkt‘ erfüllt alle Erwartungen, die die Freunde der Reihe an die Geschichten mit dem Privatdetektiv aus Münster haben: Das Ensemble funktioniert gut wie immer, die Handlung hält einige Überraschungen bereit. Martin Enlen inszeniert seinen sechsten ‚Wilsberg‘ unauffällig, alles nicht spektakulär – aber das wollen die ‚Wilsberg‘-Fans vermutlich auch gar nicht.“
Die Redaktion von TV Spielfilm beurteilte den Krimi mit dem „Daumen nach oben“ und meinte lobend: „Die Krimischnurre ist bemerkenswert weltfremd und unnachahmlich unbekümmert, was den Umgang mit Themen wie Datenschutz, Autismus und Mord angeht. Dennoch kann man sich dem Charme des Ensembles nicht entziehen – und wer wären wir, zum Jubiläum auf die Torte zu spucken?“ Und die Kritiker stellen fest: „Querkopf Wilsberg ist immer noch in Form!“